# Kristen Britain

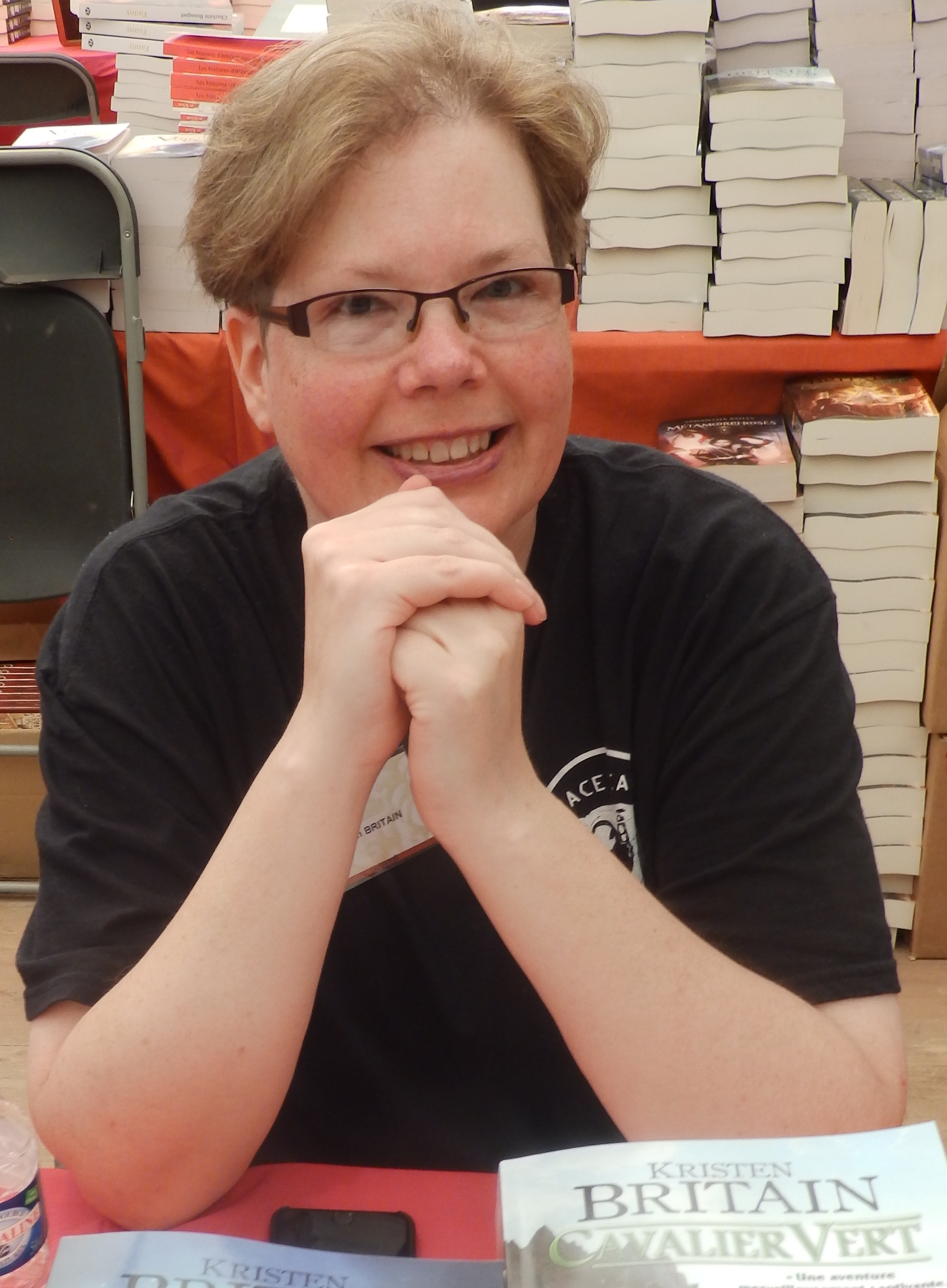
Kristen Britain (2016)

Kristen Britain (* 1965) ist eine US-amerikanische Schriftstellerin. Bekannt wurde sie durch ihre Fantasy-Reihe Der Grüne Reiter (engl. Originaltitel Green Rider).

## Leben und Wirken
Britain wuchs in der Finger-Lakes-Region im US-Bundesstaat New York auf, wo sie im Alter von neun Jahren ihren ersten Roman begann – eine Unterwasserfantasie, in der sie und ihre Freunde vorkommen. Sie veröffentlichte ihr erstes Buch, die Comic-Sammlung „Horses and Horsepeople“, im Alter von 13 Jahren.
Nachdem sie 1987 ein Studium der Filmproduktion mit einem Nebenfach am Ithaca College abgeschlossen hatte, arbeitete sie ab 1988 für den National Park Service als Rangerin, nachdem sie sich während eines Besuchs bei Women’s Rights mit einem Park-Ranger unterhalten hatte.
Im Oktober 2018 hatte die Autorin das Buch „The Dream Gatherer“ angekündigt, das zur Feier des 20. Jahrestag der Veröffentlichung von „Grüner Reiter“ erscheinen soll. In diesem Sammelband sind die Short Storys „The Dream Gatherer“, „Wishwind“ und „Linked, on the Lake of Souls“ enthalten.

## Auszeichnungen
Green Rider wurde für den Crawford Award nominiert. Der vierte Band der Serie, Blackveil, wurde für den David Gemmell Legend Award nominiert.

## Werke

### Green Rider Series
- Green Rider (1998) – Grüner Reiter (06/2001, Verlag Droemer Knaur, ISBN 978-3-426-70238-3) / Der magische Reiter (11/2008; Neuveröffentlichung bei Heyne Verlag, ISBN 978-3-453-52479-8)
- First Rider’s Call (2003) (zeitweise Arbeitstitel: Mirror of the Moon) – Der Spiegel des Mondes (09/2004, Verlag Droemer Knaur, ISBN 978-3-426-70146-1) / Die Botin des Königs (01/2009; Neuveröffentlichung bei Heyne Verlag, ISBN 978-3-453-53299-1)
- The High King’s Tomb (2007) – Der schwarze Thron (03/2009, Heyne Verlag)
- Blackveil (2011) – Der Pfad der Schatten (07/2012, Heyne Verlag, ISBN 978-3-453-52936-6)
- Mirror Sight (2014)
- Firebrand (2017)

### Short Storys
- Linked, on the Lake of Souls in DAW 30th Anniversary Anthology: Fantasy 2003
- Avalonia Out Of Avalon 2001
- Justine and the Mountie in Imaginary Friends 2008
- Chafing the Bogey Man in Misspelled 2008